# Pólipo (alfarero)
Probablemente Pólipo fue confundido por John Beazley con el nombre de un alfarero griego de Atenas de la segunda mitad del siglo VI a. C.
John  Beazley añadió la inscripción ΛΥΠΟΣ a [ΠΟ]ΛΥΠΟΣ al fragmento de una copa de labios de Náucratis en Oxford, Ashmolean Museum Inv. G 1000. Vio en ella una firma o una inscripción kalós. Sin embargo, según Peter Heesen, la inscripción en el borde de la copa habla en contra tanto de una firma como de una inscripción kalós, ya que estas se encuentran normalmente en la zona del asa. La inscripción se refiere más bien al cuadrúpedo que se muestra directamente al lado.